# حسین کریمی
حسین کریمی (زادهٔ ۱۳۳۰ در زنجان) فقیه و حقوق‌دان ایرانی است که در اول شهریور ۱۳۹۳ به عنوان رئیس دیوان عالی کشور منصوب شد. او در شهریور سال ۱۳۹۲ در زمانی که احمد محسنی گرکانی ریاست دیوان عالی کشور را بر عهده داشت به عنوان قائم مقام وی منصوب شده بود.